# Абсолютна летальна концентрація
Абсолю́тна лета́льна концентра́ція (англ. absolute lethal concentration) — найнижча концентрація речовини у довкіллі, яка є смертельною для 100 % тестованих організмів при певних стандартизованих умовах. Ця величина залежить від числа організмів при її визначенні.
Позначається LC100.